# IERS基準子午線

赤道に接する国（赤）と本初子午線に接する国（青）

IERS基準子午線（アイイーアールエスきじゅんしごせん、IERS Reference Meridian, IRM）または国際基準子午線（こくさいきじゅんしごせん、International Reference Meridian）とは、国際地球回転・基準系事業 (IERS) が維持管理している、国際的に使用されている本初子午線（経度0度の子午線）である。
IRMは、かつての本初子午線であるグリニッジ子午線（イギリス・グリニッジのグリニッジ天文台にある、1851年にジョージ・ビドル・エアリーが設置した子午環を通過する子午線）から見て、経度にして5.3101秒、距離にして102.478メートル東を通っている.。IRMは、アメリカ国防総省が運営するグローバル・ポジショニング・システム (GPS) や世界測地系1984 (WGS84) の基準子午線となっている。国際地球基準座標系 (ITRS, ITRF) は、地球の質量中心を原点とし、IRMと赤道との交点への方向をX軸、東経90度線と赤道との交点への方向をY軸、IERS基準極点（IRP: IERS reference pole。北極点）への方向をZ軸とする三次元直交座標系として定義される。

## 概要
IRMとグリニッジ子午線との間の約5.3秒のずれは、グリニッジ子午線がグリニッジにおける局所的な鉛直を用いた局所座標系であったために生じたものである。IRMは地心座標系であり、IRMを含む平面は地球の重力中心を通る。
国際水路機関 (IHO) は1983年に全ての海図でIRMを採用した。国際民間航空機関 (ICAO) は1989年3月3日に航空航法にIRMを採用した。プレートテクトニクスにより、プレートは地球表面をゆっくり移動するので、プレート上の陸地のある地点の座標は年によってわずかずつ変化することになる。実際には、ほとんどの国で、その国の地図に使用する測地系として、特定の年の年初にその国の国土が載っているプレートが存在した位置に固定して、その時のIRMに基づいて測地系を定義している。例えば、北米測地系1983 (NAD83) 、欧州地球基準系1989 (ETRF89) 、オーストラリア地心測地系1994 (GDA94) などである。プレートに関連づけられた測地系と実際のIRMに関連づけられた測地系との差は、数センチメートル程度である。
しかし、IRMは地球上のどの地点にも固定されていない。その代わりに、ヨーロッパの全ての地域（グリニッジ天文台も含まれる）が載っているユーラシアプレートは、IRMと比較して北東方向に年間約2.5cm移動している。IRMは、IERSネットワークに関与している何百もの地上局の基準子午線の最小二乗法による加重平均によって決定される。ネットワークには、GPS局、衛星レーザ測距 (SLR) 局、月レーザー測距 (LLR) 局、および高精度の超長基線電波干渉法 (VLBI) 局が含まれる。全ての地上局の座標は、毎年、主要なプレートと比較して平均回転 (net rotation) を取り除くように調整される。仮に地球上のプレートが2つの半球状のものだけで、互いに相対的にそれらの中心または交点を横切る軸を中心として移動している場合、地球上の全く反対側の2点の（回転の中心でない方を軸とした）経度は、同じ量だけ反対の方向に動くことになる。
180度経線はIERS基準子午線の反対側にあり、180度経線とIERS基準子午線によって作られる大円によって地球は西半球と東半球に分けられる。
世界時 (UT) は、WGS84子午線に基づいている。地球の回転率の変化のため、標準的な国際時間協定世界時 (UTC) は、本初子午線における平均太陽時と最大0.9秒異なる場合がある。地球から見た太陽の相対位置とUTCを近い値に保つために、閏秒が挿入される。

## IRMが通過する場所
IERS基準子午線は、北極点から南極点までに8つの国を通過する。
| 地理座標                                           | 国・地域・海域   | 備考 |
| -------------------------------------------------- | ---------------- | --- |
| 北緯90度0分 東経0度0分 / 北緯90.000度 東経0.000度  | 北極海           | |
| 北緯81度39分 東経0度0分 / 北緯81.650度 東経0.000度 | グリーンランド海 | |
| 北緯72度53分 東経0度0分 / 北緯72.883度 東経0.000度 | ノルウェー海     | |
| 北緯61度0分 東経0度0分 / 北緯61.000度 東経0.000度  | 北海             | |
| 北緯53度45分 東経0度0分 / 北緯53.750度 東経0.000度 | イギリス         | 北端はイースト・ライディング・オブ・ヨークシャーのタンストール（英語版）の近く。 南端はイースト・サセックスのピースヘヴン（英語版）。                                                                                 |
| 北緯50度47分 東経0度0分 / 北緯50.783度 東経0.000度 | イギリス海峡     | |
| 北緯49度19分 東経0度0分 / 北緯49.317度 東経0.000度 | フランス         | 北端はカルヴァドス県ヴィレ・シュル・メール（英語版）。 バス=ノルマンディー地域圏 ペイ・ド・ラ・ロワール地域圏 ポワトゥー=シャラント地域圏 アキテーヌ地域圏 ミディ=ピレネー地域圏 南端はガヴァルニー（英語版）の近く。 |
| 北緯42度41分 東経0度0分 / 北緯42.683度 東経0.000度 | スペイン         | アラゴン州 - ピレネー山脈のモン・ペルデュのすぐ西を通過 バレンシア州 |
| 北緯39度56分 東経0度0分 / 北緯39.933度 東経0.000度 | 地中海           | バレンシア湾 |
| 北緯38度52分 東経0度0分 / 北緯38.867度 東経0.000度 | スペイン         | バレンシア州 |
| 北緯38度38分 東経0度0分 / 北緯38.633度 東経0.000度 | 地中海           | |
| 北緯35度50分 東経0度0分 / 北緯35.833度 東経0.000度 | アルジェリア     | |
| 北緯21度50分 東経0度0分 / 北緯21.833度 東経0.000度 | マリ             | |
| 北緯14度59分 東経0度0分 / 北緯14.983度 東経0.000度 | ブルキナファソ   | |
| 北緯11度6分 東経0度0分 / 北緯11.100度 東経0.000度  | トーゴ           | 約 600 m |
| 北緯11度6分 東経0度0分 / 北緯11.100度 東経0.000度  | ガーナ           | 約 16 km |
| 北緯10度57分 東経0度0分 / 北緯10.950度 東経0.000度 | トーゴ           | 約 39 km |
| 北緯10度36分 東経0度0分 / 北緯10.600度 東経0.000度 | ガーナ           | 北緯7度48分 東経0度0分 / 北緯7.800度 東経0.000度でヴォルタ湖の近くを通る。 |
| 北緯5度37分 東経0度0分 / 北緯5.617度 東経0.000度   | 大西洋           | 北緯0度0分 東経0度0分 / 北緯0.000度 東経0.000度で赤道を通る。 |
| 南緯60度0分 東経0度0分 / 南緯60.000度 東経0.000度  | 南極海           | |
| 南緯68度54分 東経0度0分 / 南緯68.900度 東経0.000度 | 南極大陸         | ドロンニング・モード・ランド（ ノルウェーが領有権を主張） |